# Контрада Пираино
Контрада Пираино је насеље у Италији у округу Ређо ди Калабрија, региону Калабрија.
Према процени из 2011. у насељу је живело 25 становника. Насеље се налази на надморској висини од 914 м.